# 3 Count Bout
3 Count Bout, meglio noto come Fire Suplex (ファイヤー・スープレックス?, Faiyā Sūpurekkusu) in Giappone, è un videogioco sportivo arcade del genere wrestling edito nel 1993 da SNK.

## Modalità di gioco
3 Count Bout presenta una scelta tra ben dieci lottatori di differenti nazionalità e con differenti tecniche di combattimento, nonché la possibilità di giocare in modalità singola, in doppio con sfida tra i due giocatori oppure in doppio con cooperazione tra i due giocatori.
Lo scorrimento è multidirezionale, e si hanno a disposizione quattro pulsanti: con il primo si sferrano pugni, con il secondo calci, con il terzo si effettua un attacco in salto colpendo l'avversario sia se è in piedi che se è a terra, mentre con il quarto pulsante si schiena l'avversario. Con varie combinazioni dei controlli è possibile effettuare varie tecniche come attacchi in corsa, attacchi dai pali, tecniche di evasione dai colpi nemici, prese di sottomissione e altri colpi; andando in collisione con l'avversario è possibile tentare una presa, momento durante il quale si può notare una barra di energia che indica chi sta per avere la meglio: il vincitore del confronto potrà utilizzare la mossa che preferisce.
Il gioco consiste in dieci livelli, in quanto si dovranno affrontare tutti i personaggi compreso un clone del proprio lottatore con una differente paletta di colori; esso traccia una breve storyline dove il protagonista dovrà vincere inizialmente un torneo per dilettanti, per poi puntare al titolo iridato; sul suo cammino ci saranno anche incontri lontano dal ring ufficiale, come sfide in un ring con corde elettrificate e sfide su strada in luoghi come parcheggi o cantieri, ove è possibile utilizzare armi sparse sul suolo come mazze o taser.
In base al luogo di sfida cambia anche il regolamento per decretare il vincitore: sui ring si può vincere per schieramento (vengono contati tre secondi), per resa causa presa di sottomissione o per uscita dal ring prolungata (vengono contati venti secondi), mentre nel combattimento da strada la vittoria viene conseguita se uno dei lottatori a terra non si rialza prima di dieci secondi.

## Roster
- Terry Rogers - classico face patriota del wrestling statunitense, sembrerebbe ispirato da Mr. Perfect; ha come signature move una STF.
- The Red Dragon - forse il protagonista del gioco, è un lottatore molto agile ed abile nelle arti marziali; è chiaramente ispirato da Il grande Mutah, del quale conserva lo stile estetico e la Mutah Mist, tecnica che consiste nello sputare del liquido colorato sul volto dell'avversario.
- Blubber Man - grasso lottatore messicano con una stella a cinque punte disegnata a tutto petto, è ispirato da Abdullah the Butcher; utilizza un coltello che tiene nascosto.
- Blues Hablam - è la versione heel di Blubber Man, totalmente identico se non per la maschera da luchador che porta.
- Roy Wilson - aggressivo wrestler chiaramente ispirato da Bruiser Brody, lottatore molto popolare in Giappone tra gli anni ottanta e anni novanta tanto da aver ispirato un gran numero di personaggi di vari videogiochi picchiaduro del tempo.
- Leo Bradlay - scorretto lottatore che combatte con una catena ad anelli, caratterizzato da una pettinatura mullet; lo si affronta spesso su strada.
- Big Bomberder - wrestler spagnolo di grossa stazza che combatte in modo poco ortodosso ed utilizzando diverse tecniche scorrette; è in assoluto il personaggio più imponente del gioco con i suoi 213cm di altezza e 200kg di peso.
- Gochack Bigbomb - semplicemente un alter ego mascherato di Big Bomberder.
- The Gandhara - magro e tecnico lottatore asiatico, prende il nome dall'omonimo regno; esteticamente è molto simile a Hwa Jai, lottatore di Muay Thai presente in Fatal Fury; è l'atleta più piccolo del gioco, in quanto misura 180cm di altezza e 90kg di peso.
- Master Barnes - alto e robusto lottatore, è anche molto abile tecnicamente nel colpire, soprattutto con i calci; è ispirato sia da Animal dei Road Warriors, del quale porta il trucco al volto e i coprispalla chiodati, sia dallo shootfighter olandese Dick Vrij, che al tempo lottava nella federazione giapponese di arti marziali miste RINGS.

## Accoglienza
In Giappone, la rivista Game Machine elencò 3 Count Bout nel numero del 1º maggio 1993 come la decima unità arcade di maggior successo del mese. In Nord America, RePlay ha riferito che era il quarto gioco più popolare nell'aprile 1993, mentre Play Meter lo piazza al 47° posto tra i giochi più popolari nel paese. Il titolo ha ricevuto un'accoglienza generalmente positiva dalla critica fin dalla sua uscita nelle sale giochi e su altre piattaforme.